# Obélisque aux Morts des guerres d'indépendance
L'obélisque aux Morts des guerres d'indépendance (en italien : obelisco dei Caduti delle Guerre d'Indipendenza) est un monument de Florence, situé sur la Piazza dell'Unità Italiana.

## Histoire
L'obélisque a été commandé en 1880 par un comité constitué à l'initiative de l'« Association des anciens combattants des guerres de 1848-1849 » dans le but de célébrer et de commémorer ceux qui sont morts pour la patrie lors du Risorgimento, de 1821 à 1870. Grâce aux faibles coûts du projet et aux adhésions recueillies (en peu de temps, le comité a accueilli jusqu'à vingt-cinq associations humanitaires et de travailleurs en plus des citoyens individuels), l'entreprise a été achevée en peu de temps et l'obélisque, qui atteint une hauteur totale d'une quinzaine de mètres, a pu être inauguré le 29 mai 1882, au centre de la Piazza dell'Unità Italiana (anciennement Piazza Vecchia di Santa Maria Novella), qui à la même occasion a été ainsi nommée pour célébrer la l'unité de la Nation réalisée au cours de la décennie précédente.
Au cours du XXe siècle, d'autres inscriptions et mémoires ont été ajoutées aux éléments et épigraphes originaux (dictés par Augusto Franchetti) en référence aux morts, à tel point que l'obélisque a pris une valeur qui transcende la référence à la période du Risorgimento.

## Description
Le monument original, construit sur un projet de l'ingénieur Giovanni Pini assisté de l'architecte Riccardo Mazzanti (la signature est sur le côté ouest), se compose d'une stèle composée de sept éléments en pierre de lave et repose sur une base (à son tour élevée sur une base en gradins) formée d'éléments alternativement en pietraforte et en basalte. Sur les quatre faces, à différentes hauteurs, se trouvent des plaques de marbre différemment datées avec des inscriptions commémoratives (en partie transcrites par Francesco Bigazzi dans son répertoire) et des éléments en bronze (plaques, couronnes, festons, un aigle), les originaux modelés par Angelo Ambucchi, les plus récents incluent un relief du sculpteur Delio Granchi (1994, fusion de Ferdinando Marinelli). En plus de se souvenir des morts des différentes guerres, il comporte des souvenirs documentés spécifiques du sacrifice de Guglielmo Oberdan, Cesare Battisti et Nazario Sauro.
Le monument, dans un état de conservation précaire en raison de la détérioration physique et chimique des matériaux en pierre qui avait entraîné des manques et des fissures, a été restauré par la Fondation du patrimoine culturel RestArte en 2008, en prévision des célébrations de la 150e anniversaire de l'unification italienne.